# Duguetia echinophora
Duguetia echinophora é uma espécie de magnólia .  Foi descrito pela primeira vez por Robert Elias Fries .  Duguetia echinophora pertence ao gênero Duguetia, e à família Annonaceae.

## Morfologia
A espécie apresenta ramos jovens com tricomas lepidotos, folhas elípticas ou estreitamente ovadas, com a face adaxial glabra e a face abaxial densamente coberta por tricomas lepidotos. A base das folhas é aguda, obtusa ou atenuada, e o ápice acuminado ou agudo. As inflorescências são do tipo ripídio, com flores largamente ovoides, de coloração amarela ou esverdeada. As sépalas são conatas na base, ovadas a largamente ovadas, e as pétalas subiguais, estreitamente obovadas e espatuladas. Os estames apresentam coloração rosa. O fruto é transversalmente elipsoide ou subgloboso, de coloração rosada ou verde, com colar basal presente e denso indumento de tricomas lepidotos.

## Ocorrência
A espécie é nativa do Brasil, mas não endêmica, com ocorrência confirmada nos estados do Acre, Amazonas, Amapá e Pará na região Norte; Maranhão e Piauí no Nordeste; e Goiás no Centro-Oeste. Está presente nos domínios fitogeográficos da Amazônia e do Cerrado, habitando principalmente a Floresta de Terra Firme.